# Agnès Tchuinté
Agnès Tchuinté (30 tháng 1 năm 1959 – 1990) là một vận động viên người Cameroon. Bà đã tham gia cuộc thi ném lao của phụ nữ tại Thế vận hội Mùa hè 1980 và Thế vận hội Mùa hè 1984.